# コロンビア特別区全区選挙区
コロンビア特別区全区選挙区 (コロンビアとくべつくぜんくせんきょく、District of Columbia's at-large congressional district) は、アメリカ合衆国連邦下院に派遣する代表（delegate）を選出する選挙区である。小選挙区制であり、定数1人。
合衆国憲法は州のみが合衆国議会の議員を選出すると定めており、連邦直轄地域のワシントンD.C.は州に該当しない。したがって、この選挙区で選出される代表は下院本会議での投票権を持たず、下院議員とは身分が区別される。ただし、下院の委員会には所属し、所属委員会内では投票することができる。参加する委員会には、本会議場において全ての下院議員を委員として開催される全院委員会も含まれる。
同種の代表はワシントンD.C.の他にも、米国の準州であるプエルトリコ、グァム、北マリアナ諸島、アメリカ領サモア、アメリカ領ヴァージン諸島が派遣している。

## 区域
ワシントンD.C. - 全域

## 選挙結果

### 21世紀
| 選挙名             | 当選者                       | 政党   |
| ------------------ | ---------------------------- | ------ |
| 2002年連邦下院選挙 | エレノア・ホルムズ・ノートン | 民主党 |
| 2004年連邦下院選挙 | エレノア・ホルムズ・ノートン | 民主党 |
| 2006年連邦下院選挙 | エレノア・ホルムズ・ノートン | 民主党 |
| 2008年連邦下院選挙 | エレノア・ホルムズ・ノートン | 民主党 |
| 2010年連邦下院選挙 | エレノア・ホルムズ・ノートン | 民主党 |
| 2012年連邦下院選挙 | エレノア・ホルムズ・ノートン | 民主党 |
| 2014年連邦下院選挙 | エレノア・ホルムズ・ノートン | 民主党 |
| 2016年連邦下院選挙 | エレノア・ホルムズ・ノートン | 民主党 |
| 2018年連邦下院選挙 | エレノア・ホルムズ・ノートン | 民主党 |
| 2020年連邦下院選挙 | エレノア・ホルムズ・ノートン | 民主党 |
| 2022年連邦下院選挙 | エレノア・ホルムズ・ノートン | 民主党 |